# Santa María de Dulcis
Santa María de Dulcis – gmina w Hiszpanii, w prowincji Huesca, w Aragonii, o powierzchni 27 km². W 2011 roku gmina liczyła 226 mieszkańców.